# 株洲日报
《株洲日报》，是中华人民共和国湖南省的一家报刊，直属于中国共产党株洲市委员会，该报也是中共株洲市委的机关报，并拥有自己的新闻网“株洲新闻网”、新浪微博、微信公眾號及手機應用軟體，并开办有一家子报社《株洲晚报》。

## 历史沿革
1951年，中国共产党株洲市委员会随株洲市而成立，1957年8月21日，该机关出版了第一份党报《株洲报》，并于当年10月1日正式创刊，为四开四版三日刊，1958年，报刊更名为《株洲日报》，并于同年12月改为每日发行，1962年，该报开始采用郭沫若的行书字体为报头。文化大革命期間，《株洲日报》的正常編排報導工作遭到干擾，直到20世紀70年代初才恢復正常運作:647。